# 先乗りスカウト
先乗りスカウト（さきのりスカウト）とは、主にプロスポーツ競技において、先立って対戦相手の試合を視察して情報を収集して分析すること、または、これを行う人物のことである。英語ではAdvanced Scoutという。日本では「スカウト」が人材発掘およびその勧誘の意味でとられることから「斥候」や「偵察隊」、あるいは「スパイ部隊」（さらに転じて「007」）と呼ばれることが多い。日本のプロ野球における先乗りスコアラーに関しても本項で扱う。

## 概要
勝負事において対戦相手の詳細な情報を事前に入手することは、これを基に相手に合わせた戦略を練ることができるなど非常に有益なことである。また、この情報をより価値のあるものにするにはより多くの情報を蓄積し、なおかつ常に最新の情報を更新していく必要があり、この役割を担うのが先乗りスカウトである。
先乗りスカウトの主な仕事は、実際に対戦相手の試合会場に赴き、そこから作戦の傾向や選手の特性などを解析してレポートにまとめることである。その仕事内容は非常にハードなものであり、対戦相手の移動に合わせてスカウトも移動を行し、試合を観戦した後は滞在先のホテルでその日のうちにレポートをまとめ、翌朝には再び対戦相手に合わせて移動を行わなければならず、ほとんど帰宅する暇がないことも珍しくなく、加えて基本的に自身の所属するチームとは別行動であるため、そのほとんどを一人でこなさなくてはならない。
まとめられたレポートは「スカウティング・レポート」（scouting report）といい、その量は1試合分だけで数十ページにおよぶ事もある。その一方で、同じ競技であっても実際にレポートを活用する選手にとって情報過多とならないように、レポートのほとんどを占めるセットプレー等の情報を大幅に省き、個々の選手の情報に重点を置くことで数ページ程度にまとめるチームもあり、チームごとにスカウティングのノウハウが存在する。
各チームの状態を対戦相手の目線からのスカウトの警戒や切り捨てコメントは、選手の仕上がりを判断するための指標としてスポーツマスコミに重用される。
財政事情などの理由で先乗りスカウトを設置することのできないチームは、これに代えて試合ビデオのチェックなどにより情報分析を行うこともある。
近年は情報技術の発展に伴って、情報解析ソフトやシステムが多くの競技向けに開発され、これを活用するチームも増えている。

## 先乗りスコアラー
日本のプロ野球においては、各球団と契約を結んだスコアラーが情報収集および解析を行い、俗に「先乗りスコアラー」と呼ばれている。これは、野球はスコアブックによって試合状況のほぼ全てが、試合の再現が可能なまでに詳細に記すことが可能であることと、日本で初めて球団専属でこの役割を担った尾張久次がスコアラーとして雇われたことに由来する。
上記の通り、日本で初めて球団専属のスコアラーとして戦力分析を担当したのは尾張である。当時大阪の毎日新聞社のスポーツ記者であった尾張は、野球研究の一環として統計的にスコアをまとめる作業をしていたところ、個々の選手の投打の傾向や投手と打者の相性などに気が付き、このデータをまとめ取材で親交のあった南海の監督鶴岡一人に見せたところ大いに感心され、後に尾張が南海の専属スコアラーとなるきっかけとなった。
なお、先立って対戦相手の試合を視察するスコアラーを「先乗りスコアラー」と呼ぶのに対して、チームに帯同しベンチ入りもして、選手たちに情報を提供するスコアラーを「チーム付スコアラー」と呼ぶ。